# Сантия
Сантия (итал. Santhià) — коммуна в Италии, располагается в регионе Пьемонт, в провинции Верчелли.
Население составляет 9130 человек (2008 г.), плотность населения составляет 171 чел./км². Занимает площадь 53 км². Почтовый индекс — 13048. Телефонный код — 0161.
Покровительницей коммуны почитается святая Агата, празднование 5 февраля.

## Демография
Динамика населения:

## Администрация коммуны
- Официальный сайт: https://web.archive.org/web/20090831054046/http://www.santhia.net/